# NGC 817
NGC 817 este o galaxie spirală situată în constelația Berbecul. A fost descoperită în 2 septembrie 1886 de către Lewis A. Swift.